# Bad Iburg
Bad Iburg  er en by og kommune i det nordvestlige Tyskland med godt 10.500 indbyggere (2013)[kilde mangler], beliggende i den sydvestlige del af Landkreis Osnabrück. Denne landkreis ligger i delstaten Niedersachsen.
Over byen troner Iburg Slot der tidligere var Benediktinerkloster og over syv århundreder var residens for biskopperne i Bispedømmet Osnabrück.
Bad Iburg hørte til det Westfaliske Hanseforbund og har siden 1980 været medlem af Neue Hanse.

## Geografi
Den nordlige del af kommunen Bad Iburg er beliggende i Teutoburger Wald, og kommunen er en af de skovrigeste i den vestlige del af Niedersachsen. Højeste punkt er Dörenberg (331,2 moh.) længst mod nord. Øst for byen ligger området Freeden med Großen Freeden (269 moh.) og Kleinen Freeden (200 moh.). Et område på 224 hektar af Freeden har siden 2002 været naturbeskyttelsesområde (Naturschutzgebiet) og er en del af Natura 2000-område Teutoburger Wald, Kleiner Berg.
I nærheden ligger også Hohnsberg (241,9 moh.), hvor vandløbet Düte, der er et tilløb til Hase har sit udspring. Bjergene er siden det 19. århundrede blevet geologisk udforsket, og der er fundet fossiler Farnwedel-forsteningen Zamites iburgensis Hosius u. v. d. Marck og muslingefossilet Pinna iburgensis Weerth.
En del af kommunen er beliggende på højdedraget Limberg (194,3 moh.), på hvilket Zeppeliner LZ 7 „Deutschland“  styrtede ned. Nordvest for selve byen ligger Urberg (213 moh.), hvor der fra 1964 til 1998 lå et katolsk mødrehjem . Der er i det 19. og 20. århundrede blevet udvundet kalksten fra flere bjerge i kommunen, f.eks. Hagenberg (139,2 moh.) og Langenberg (206 moh.).
Den sydlige del af kommunen grænser op til den historiske region Münsterland. I statsskoven Palsterkamp ved Glane dannes ved sammen
løbet af Kohlbach og Fredenbach floden Glane, der her dog kun har navnet Glaner Bach.

### Nabokommuner
Bad Iburg grænser mod nord op til Hagen am Teutoburger Wald og Georgsmarienhütte, mod øst til Hilter am Teutoburger Wald, mod syd til Bad Laer og Glandorf og mod vest til Lienen i Kreis Steinfurt i delstaten Nordrhein-Westfalen.

### Inddeling
I kommunen ligger, ud over Bad Iburg, kommunedelene og bebyggelserne:
- Glane
- Ostenfelde
- Sentrup
- Visbeck